# Skjervøy stadion
Het Skjervøy stadion is een ijsbaan in Skjervøy in de provincie Troms in het noorden van Noorwegen. De openlucht-natuurijsbaan is geopend in 1979 en ligt op 50 meter boven zeeniveau. 